# Gaston Lenôtre
Gastón Lenôtre (pronunciación en francés: /ɡastɔ̃ lənotʁ/ (Saint-Nicolas-du-Bosc, 28 de mayo de 1920; Sennely, 8 de enero de 2009) fue un chef pastelero francés. Es una de las personas a quien se le atribuye la creación del pastel de ópera (gâteau opéra), Gastón Lenôtre fundó un emporio culinario que lleva su apellido Lenôtre, el cual incluye restaurantes, servicios de cáterin, comercios minoristas y escuelas de cocina. También es uno de los tres fundadores de Les Chefs de France en Epcot en Orlando (Florida), junto con Paul Bocuse y Roger Verge. 
Lenôtre equiparó la pastelería con la arquitectura. Para él la estructura, los materiales y la precisión eran claves para cocinar excelentes pasteles.

## Biografía
Lenôtre nació un 28 de mayo de 1920 en una pequeña granja de Saint-Nicolas-du-Bosc, en Normandía, hijo de Gastón y Éléonore Lenôtre. Desde la infancia tuvo contacto con la cocina. Sus padres tuvieron grandes puestos en su carrera profesional.
La madre de Lenôtre trabajaba como pastelera y cocinera general para un barón francés.  Fue una de las primeras cocineras francesas en dirigir las cocinas de los hermanos Isaac y Émile Pereire,Su padre era chef en el Grand Hôtel de París encargado de la elaboración de salsas.
La mala salud de su padre los obligó a regresar a Normandía, donde luchó por encontrar un puesto de chef. Antes del estallido de la Segunda Guerra Mundial, Gaston Lenôtre iba en bicicleta a París para vender chocolates caseros. 
Después de la guerra, Lenôtre abrió una pequeña panadería en Normandía. La empresa fue un éxito y en 1957 tuvo la oportunidad de comprar una pequeña panadería en el distrito 16 de París. 
Su nuevo establecimiento funcionó muy bien desde el principio. Lenôtre era conocido por concentrarse en preparaciones sencillas e ingredientes frescos, y por poner especial atención en usar la mejor mantequilla en sus creaciones.
En el año 1964, Lenôtre incursionó en el sector de la restauración. Gracias a las mejoras en la congelación de alimentos perecederos, pudo ampliar rápidamente la cantidad de porciones que podría entregar.
Para el año 1971, Lenôtre abrió su primera escuela de cocina en Plaisir, Yvelines, Francia. Entre los chefs que estudiaron con Lenôtre están David Bouley y Jean-Paul Jeunet . El chef Pierre Hermé fue uno de sus aprendices, al igual que el pastelero Sébastien Canonne .   A sus órdenes también trabajó el chef Alain Ducasse .
En 1974, otro aprendiz de Lenôtre,  Michel Richard, viajó a Nueva York para abrir Château France, un restaurante y pastelería en el East Side de Manhattan. Este emprendimiento solo estuvo abierto un año.
Tras esa empresa fallida, en 1982 abrió Les Chefs de France en el Pabellón de Francia en Epcot Center de Walt Disney World, en Florida, EEUU. Paul Bocuse y Roger Vergé acompañaron a Lenôtre en esa empresa .
La empresa hotelera francesa Accor adquirió en 1985 los establecimientos bajo la marca Lenôtre.

## Muerte
Gaston Lenôtre falleció el 8 de enero de 2009 a lo 88 años de edad, en Sennely (Loiret). Fue sepultado en la cripta familiar de Bernay (Eure). 

## Publicaciones
- Postres y pasteles de Lenotre, Barron's, 1978